# Seedpeople
 Seedpeople  este un film american SF de groază și de comedie din 1992 regizat de Peter Manoogian, produs de Anne Kelly și scris de Jackson Barr după o idee originală de Charles Band. Rolurile principale au fost interpretate de actorii  Sam Hennings și Andrea Roth.

## Prezentare
Liniștitul orășel Comet Valley a fost invadat de plante din spațiul cosmic după ce un meteorit a căzut în apropiere. Având intenția de a cuceri Pământul, plantele spațiale au găsit o modalitate de a poleniza oameni, transformându-i astfel în purtători de semințe. Locuitorii orașului vor trebui să lupte cu invadatorii extratereștri sau planeta va ajunge o grădină extraterestră!

## Distribuție
- Sam Hennings	...	Tom Baines
- Andrea Roth	...	Heidi Tucker
- Dane Witherspoon	...	Brad Yates
- Bernard Kates	...	Doc Roller
- Holly Fields	...	Kim Tucker
- John Mooney	...	Frank Tucker
- Anne Betancourt	...	Mrs. Santiago

## Primire
Filmul a avut un scor de doar 14% pe site-ul Rotten Tomatoes.